# 井坪陽生
井坪 陽生（いつぼ ひなせ、2005年3月17日 - ）は、東京都八王子市出身のプロ野球選手（外野手）。右投右打。阪神タイガース所属。

## 経歴

### プロ入り前
八王子市立七国中学校在学時は硬式野球のクラブチームである八王子シニアでプレーし、3年時にU-15アジアチャレンジマッチの日本代表に選出された。
関東第一高等学校に進学し、1年秋には4番を務めたが、その後監督の米澤貴光から「考え方や取り組みが甘い」とされて2年春、夏はベンチを外され、同年秋から復帰した。3年春は東京都大会で優勝し、関東大会でも準優勝した。同年夏は東東京都大会準々決勝で都立城東に敗れた。3年間で甲子園大会出場はなし。高校通算32本塁打。
2022年9月5日にプロ志望届を提出。その後同年のドラフト会議にて、阪神タイガースから3位指名を受けた。担当スカウトは平塚克洋。契約金5000万円、年俸600万円で入団が決まった（金額はいずれも推定）。背番号は40。

### 阪神時代
2023年はフレッシュオールスターに出場した。ウエスタン・リーグでは高卒一年目ながら93試合に出場し、前半戦は一時ウエスタン・リーグ首位打者に躍り出たが、後半で失速。最終的に打率.248、3本塁打、34打点を記録した。オフに、現状維持の推定年俸600万円で契約を更改した。
2024年はウエスタン・リーグ105試合に出場。打率.275を記録し、得点圏打率は3割を超えた。一方で本塁打は2本にとどまり、一軍出場は果たせなかった。オフに現状維持の推定年俸600万円で契約を更改した。
2025年は春季キャンプを一軍で迎えた。その後、2軍で打率・261、2本塁打、18打点の成績を記録し、8月19日に初の一軍昇格が決まった。

## 選手としての特徴・人物
高校通算32本塁打の長打力に50m走6秒0の俊足、遠投101メートルの強肩、投手として最速144km/hを記録した強肩を備える。打撃では軸足に体重を乗せ、バットを上下に動かす独特なフォームが特徴。ミート力も高く、高校時代は公式戦で1度しか三振したことがない。
幼少期は埼玉西武ライオンズのファンとして育ち、憧れの選手は浅村栄斗、中島宏之。
打撃フォームはムーキー・ベッツを参考にしている。

## 詳細情報

### 記録

#### 初記録
- 初出場・初先発出場：2025年8月19日、対中日ドラゴンズ16回戦（京セラドーム大阪）、「8番・中堅手」で先発出場[22]
- 初打席・初安打：同上、2回裏にカイル・マラーから三塁内野安打[22]

### 背番号
- 40（2023年[11] - ）

### 代表歴
- 2019 U-15アジアチャレンジマッチ 日本代表